# Чересок
Чересок — река в России, протекает по Островскому и Порховского районам Псковской области. Длина реки составляет 13 км.
Начинается на северной окраине болота Молоковского, течёт в восточном направлении через деревни Ажово, Климово, Плечево, Дятлово, Дымово, Гудово, Через-Межник, Оснюги, Новая Нива, Мухино, Верхний Мост, Ефременки. Устье реки находится в 96 км по левому берегу реки Черёхи.

## Данные водного реестра
По данным государственного водного реестра России относится к Балтийскому бассейновому округу, водохозяйственный участок реки — Великая. Относится к речному бассейну реки Нарва (российская часть бассейна).
Код объекта в государственном водном реестре — 01030000212102000029256.